# الرسم البياني للعملات
الرسم البياني للعملات هي عبارة عن سلسلة متصلة من أسعار العملات كل سعر مرتبط بزمن حدوثه بأخذ نوع زمني معين ( ساعة مثلا ً) متصل على محورين , المحور السيني يمثل الزمن والصادي يمثل السعر , والتقاء المحور السيني مع الصادي يكون نقطة على الرسم البياني . وكلا السعر والزمن مرتبطان ولا نستطيع أن نفصلهما .
ويتحرك الرسم البياني مع الزمن راسما ً قيمة السعر من اليسار إلى اليمين. فأقصى اليمين يمثل آخر بيان سعري تم تداوله.

## أنواع الرسوم البيانية
الرسوم البيانية للعملات ثلاثة أنواع وهي:
1. الرسم البياني الخطي.
2. الرسم البياني ذو القضبان.
3. الرسم البياني ذو الشموع اليابانية.

## ماذا يمكن أن يرى المتاجر في الرسم البياني للعملات
يمكن للمتداول في سوق فوركس أن يستنتج من الرسوم البيانية:
" ميل السعر Trend "
" نقاط الدعم والمقاومة Support and Resistance "
" شكل الرسم البياني Patterns "
" عزم حركة السعر Over buy over sell "

## روابط خارجية
- العملات الان